# The Ghastly Ones
The Ghastly Ones – grupa muzyczna grająca muzykę surf rock. Powstała w 1996 roku w Van Nuys w Kalifornii.

## Skład
- Norman "Baron Shivers" Cabrera - śpiew, perkusja
- Garrett "Dr. Lehos" Immel - gitara prowadząca
- Kevin "Sir Go Go Ghostly" Hair - gitara basowa
- Dave "Captain Clegg" Klein - instrumenty klawiszowe
- Kate "Necrobella" - tancerka Go-Go

## Dyskografia
- A Haunting We Will Go-Go (2 czerwca 1998)
- Różni wykonawcy - Halloween Hootenanny (13 października 1998)
- Różni wykonawcy - SpongeBob SquarePants Original Theme Highlights (14 sierpnia 2001)
- All-Plastic Assembly Kit (30 listopada 2005)
- Target: Draculon (15 września 2006)
- Unearthed (6 sierpnia 2007)